# Chronohoryzont
Chronohoryzont – formalna jednostka chronostratygraficzna (skalna), niższa od chronozony. Rzadko używana w praktyce. W skali geochronologicznej (czasowej) odpowiednik momentu.